# 파라지미나스

파라지미나스의 위치

파라지미나스(포르투갈어: Pará de Minas)는 브라질 미나스제라이스주의 도시로 면적은 550.991km2, 높이는 790m, 인구는 83,282명(2007년 기준), 인구 밀도는 148.3명/km2이다.